# Reedham
Reedham är en ort och civil parish i Storbritannien.   Den ligger i grevskapet Norfolk och riksdelen England, i den sydöstra delen av landet, 160 km nordost om huvudstaden London. Reedham ligger 12 meter över havet och antalet invånare är 925.
Terrängen runt Reedham är platt. Runt Reedham är det tätbefolkat, med 427 invånare per kvadratkilometer. Närmaste större samhälle är Norwich, 19,9 km väster om Reedham. Trakten runt Reedham består i huvudsak av gräsmarker.